# Otto Rausch

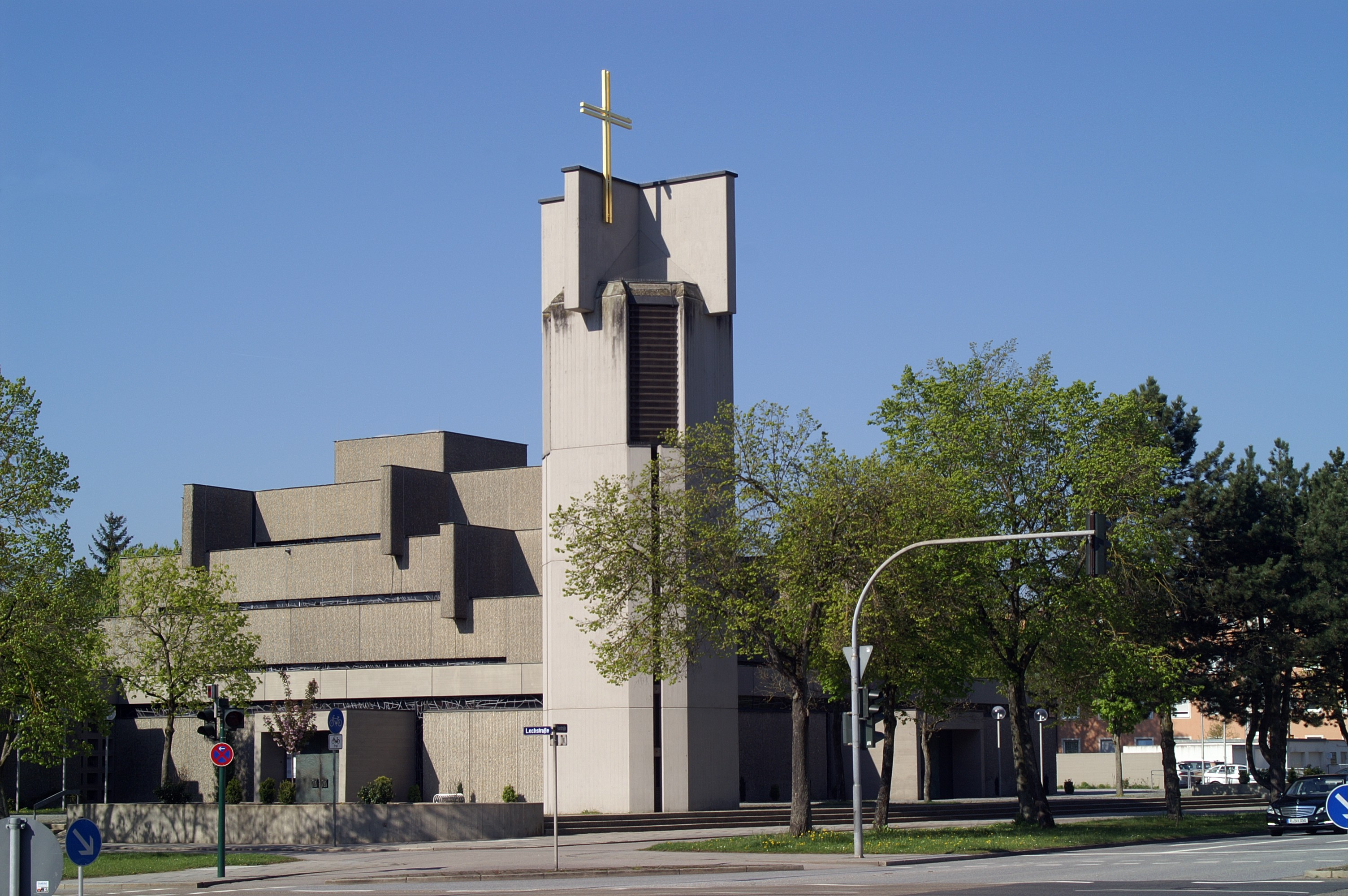
Heilig-Geist-Kirche, Regensburg (1972)

Otto Rausch (* 1. Mai 1929 in Regensburg; † 4. August 2022 ebenda) war ein deutscher Architekt.

## Leben
Rausch studierte Architektur am Johannes-Kepler-Polytechnikum Regensburg, anschließend gründete er ein Büro in seiner Heimatstadt.
Otto Rausch war Mitglied im Bund Deutscher Architektinnen und Architekten (BDA).

## Bauten
- 1970–1972: Heilig-Geist-Kirche in Regensburg
- 1973–1974: Studentenwohnheim „Oberpfalz“ in Regensburg (mit Oswald Peithner)
- 1977–1978: Sonderschule in Regensburg
- REWAG in Regensburg[2]
- Maschinenfabrik Guido in Regensburg
- Gebäude für das Möbelhaus Krügel in Regensburg[3]
- OBAG-Parkhaus (heute: St. Hedwig) in Regensburg

## Auszeichnungen und Preise
- 1975: BDA-Preis Bayern für das Studentenwohnheim „Oberpfalz“ in Regensburg[4]